# Stadion am Quenz
Das Stadion am Quenz (auch als Stahlstadion bekannt) ist eine Fußballstadion mit Leichtathletikanlage in der Stadt Brandenburg an der Havel, Brandenburg. Die Anlage liegt im Westteil der Stadt in der Quenzsiedlung und befindet sich in städtischem Eigentum. Es ist Teil eines Sportkomplexes, zu dem neben dem zentralen eigentlichen Stadion zwei Trainingsplätze gehören. Ebenfalls war die Stahlhalle bis zu ihrem Umbau zum Stahlpalast Teil eines größeren Sportkomplexes. Das Stadion hatte zunächst wie erwähnt keinen offiziellen Namen, im Volksmund wurde es oft Stadion der Aktivisten nach der benachbarten „Straße der Aktivisten“ (heute „Magdeburger Landstraße“) genannt, bis sich im Laufe der Jahre der Name Stahlstadion durchsetzte.

## Geschichte
Das Stadion wurde zwischen 1952 und 1955 durch das Stahl- und Walzwerk Brandenburg für seine Betriebssportgemeinschaft Stahl Brandenburg errichtet und erhielt zunächst keinen offiziellen Namen. Die aufgeschütteten Stadionwälle bestanden größtenteils aus dem Schutt des Kriegsgefangenenlagers, das sich bis 1945 an gleicher Stelle befand. Als die Fußballmannschaft der BSG Stahl Brandenburg 1970 den Aufstieg in die zweitklassige DDR-Liga erreicht hatte, wurden von Dezember 1970 bis August 1971 Erweiterungsarbeiten durchgeführt. So entstanden beispielsweise die ersten sieben Stehränge in der Südkurve, der Sprecherturm sowie auf der heutigen Gegengerade die Tribüne für etwa 1800 Zuschauer (später erhöhte sich deren Fassungsvermögen durch eine zusätzlich Sitzreihe auf 2000). Die Zuschauerkapazität wurde auf 12.000 (später auf 15.000) erhöht. Nachdem Stahl Brandenburg 1984 in die DDR-Oberliga aufgestiegen war, wurde die Haupttribüne mit etwa 800 überdachten Sitzplätzen errichtet, die Stehplätze in den Kurven wurden ausgebaut und 1986 eine elektronische Anzeigentafel installiert. Zur Saison 1988/89 wurde mit der Errichtung einer Flutlichtanlage begonnen, die 1996 fertiggestellt wurde.
Am 30. April 1967 wurde im Stahl-Stadion vor 10.000 Zuschauern das Endspiel um den DDR-Fußballpokal zwischen der BSG Motor Zwickau und dem F. C. Hansa Rostock (3:0) ausgetragen. 3000 Zuschauer sahen am 13. Mai 1987 das Länderspiel der Fußballnationalmannschaft der DDR gegen die Tschechoslowakei (2:0). Auch die Fußball-Juniorennationalmannschaft trug im Stahl-Stadion zwei Länderspiele aus. Ebenso wurden zwei Rugby-Länderspiele ausgetragen. 1989 verlor die DDR gegen die Tschechoslowakei 19:38. 2006 spielte Deutschland gegen die Amateurauswahl Wales. Der Zuschauerrekord wurde am 5. November 1986 mit offiziell 18.000 Zuschauern in der 2. Runde des UEFA-Pokals zwischen der BSG Stahl und dem späteren Sieger IFK Göteborg (1:1) aufgestellt.
Nachdem sich das Stahlwerk aufgrund der wirtschaftlichen Verhältnisse 1990 aus der Sportfinanzierung zurückgezogen hatte, übernahm die Stadt Brandenburg das Stadion. Im Januar 1993 wurde die Sportanlage in Stadion am Quenz umbenannt. 1996 wurde die Aschenbahn durch eine neue Kunststoffbahn ersetzt und die Flutlichtanlage mit 2000 Lux Beleuchtungsstärke in Betrieb genommen. Die 1986 errichtete Anzeigetafel wurde in der Saison 2008/09 aufgrund des maroden Zustands von Fans des FC Stahl Brandenburg zu einer manuell betriebenen Anzeigetafel umgebaut. Die Gegengerade wurde im Sommer 2010 saniert. Das Stadion verfügt heute über 15.500 Plätze, davon ca. 3000 überdachte und 1000 unüberdachte Sitzplätze. Im Stadion trägt die BSG Stahl Brandenburg seine Heimspiele aus. Die Leichtathletikanlagen werden beispielsweise vom Verein für Leichtathletik (VfL) Brandenburg, der ausgegründeten ehemaligen Sektion der BSG Stahl, genutzt. Die Flutlichtmasten wurden Ende Juli 2017 auf Beschluss der Stadtverordnetenversammlung wegen hoher Sanierungskosten für die Standsicherheit abgebaut und verschrottet.
Seit 2024 werden der Stehplatzbereich in der Südkurve sowie die Sitzplatzbereiche unterhalb der Haupttribüne in komplett ehrenamtlicher Leistung und spendenfinanziert von Vereinsmitgliedern und Fans saniert bzw. betoniert.